# Военно-воздушные силы Ганы
Военно-воздушные силы Ганы (англ. Ghana Air Force) — военное подразделение Вооруженных сил Ганы, предназначенное для обеспечения безопасности воздушного пространства, выполнения транспортных миссий, поддержания наземных операций и ведения воздушного боя, а также перевозки правительственных чиновников, включая президента. Совместно с армией и флотом, ВВС составляют Вооруженные силы Ганы, подконтрольные Министерству обороны Ганы.
Всего в ВВС Ганы имеется 38 воздушных судов: два реактивных истребителя Aero L-39 Albatross и 11 вертолётов различных типов и назначений. Некоторое количество воздушных судов не эксплуатируются из-за отсутствия запасных частей.

## История
Военно-воздушные силы Ганы ведут свою историю с 24 июля 1959 года, когда с указа парламента была основана в Аккре авиационная станция для Королевских ВВС Великобритании «Такоради». Она включала в себя штаб, авиационную школу для подготовки лётного состава и школу технической подготовки персонала. Станция разместилась в ангаре № 3 аэропорта Аккры (ныне международный аэропорт «Котока»). Начальником штаба ВВС стал бригадный генерал ВВС Индии К. Джасвант-Сих (англ. K. Jaswant-Singh). Первыми самолётами, которые использовались на станции были учебные самолёты HAL HT-2. В сентябре 1960 года на должность начальника штаба ВВС Ганы назначен британец Йен Гундри-Вайт (англ. Ian Gundry-White) С 1960 года начался набор курсантов из Ганы. После того как ВВС Великобритании приняли на себя управление ВВС Индии и ВВС Израиля, то руководство этих стран оказали содействие в развитии станции. На должность начальника штаба ВВС и начальника станции «Такоради» был назначен коммодор авиации ВВС Великобритании Джон Н. Х. Уитворт. Подготовкой ганских офицеров занимались инструктора из британских ВВС. Школа технической подготовки персонала действовала под руководством израильских инструкторов.
1 марта 1961 года, после обретения независимости Ганы, станция была переформирована в авиабазу ВВС Ганы «Секунде Такоради». В сентябре 1961 года по указу первого президента Ганы Кваме Нкрумы на должность командира авиации и начальника штаба ВВС был назначен уроженец Великобритании с ганскими корнями Джон Эбенезер Самуэль де Графт-Хейфорд (англ. John E. S. de Graft-Hayford). С этого же года к обучению курсантов подключились инструктора из ВВС Канады. В 1960—1961 годах на авиабазу поступили самолёты производства de Havilland Canada: DHC-1, DHC-2 и DHC-3, а для грузопассажирских перевозок были приобретены самолёты DH.114 Heron 2D. В структуре ВВС Ганы были выделены четыре подразделения: лётное, административное, техническое и обслуживания. В то время ВВС Ганы являлись крупнейшими военно-воздушными силами к югу от Сахары.
В 1962 году по инициативе Кваме Нкрумы, когда-то личный пилот Адольфа Гитлера Ханна Райч, основала национальную школу планерного спорта. С 1962 по 1966 год она также являлась личным пилотом президента. В этот же период были закуплены вертолёты Hughes Helicopters, Westland Scout и реактивные легкие штурмовики/истребители Aermacchi MB-326 итальянского производства. Структура ВВС претерпела изменения: сформированы учебно-тренировочные и транспортные авиационные части, создана эскадрилья учебно-штурмовых самолетов MB-326 и эскадрилья вертолётов. В 1963 году Де Графт-Хейфорд был направлен в Верховную комиссию Ганы в Великобритании в качестве первого военного атташе Ганы. В конце 1965 года база ВВС переехала из ангара № 3 на свое нынешнее место — в лагерь Бирма. В 1967 году отряд ВВС поддержал Конго в борьбе с наёмниками в провинции Катанга.
В 1990-х она прикрывала и поддерживала африканские силы ЭКОМОГ в их операциях в Либерии и Сьерра-Леоне. Внутри страны ВВС доставляли экстренную помощь в чрезвычайных ситуациях, таких как наводнения, обрушившиеся на Гану в 1968 и 1996 годах. Джерри Джон Роулингс, который стал президентом на выборах во время перехода к гражданскому правлению в 1992 году, был капитаном ГАФ во время восстания, стабилизировав национальную ситуацию, которая привела к государственному перевороту в 1981 году и был крайне сбит с толку. Между 1990 и 2000 гг. ВВС также выполняли внутренние рейсы после того, как национальный перевозчик прекратил операционную деятельность. Военно-воздушные силы также проводят медицинскую эвакуацию, инспектируют электросети, проводят воздушную разведку и обеспечивают воздушный транспорт.

## Роль
Роль ВВС Ганы, как она определена в Политике национальной обороны Ганы, заключается в обеспечении «авиатранспорта, воздушной поддержке вооруженных сил Ганы в наступательных операциях и в защите территориального воздушного пространства Ганы». Политика национальной обороны также предусматривает следующие задачи, которые может выполнять ВВС Ганы:
- Поддержание боевой способности к наземному нападению и непосредственная поддержка с воздуха во время боевых действий.
- Оказывать транспортную поддержку Вооруженным силам Ганы.
- Обеспечение мониторинга воздушного пространства Ганы, особенно над исключительной экономической зоной.
- Предоставляет возможность контактных и обзорных поездок.
- Предоставляет VIP услуги авиаперевозок.
- Обеспечение транспортной поддержки для мирных жителей в соответствии с указаниями правительства.
- Оказание услуг по медицинской эвакуации и авиационной помощи.
- Военно-воздушные силы Ганы также несут ответственность за координацию и руководство поисково-спасательными операциями в пределах РПИ Аккры.

## Организация
Генеральный штаб ВВС Ганы и главный авиатранспортный узел расположены в столице страны Аккра. Количество сотрудников на 2020 год составляет около 2000 человек. В структуре находятся: одна штурмовая эскадрилья, три транспортные эскадрильи и одна учебная, сформированы базы тренировок и поддержки. Места дислокации:
- Аккра:
  - генеральный штаб
  - главное управление
  - транспортная авиабаза
- Тамале:
  - штурмовая эскадрилья
  - тренировочная база
- Такоради:
  - учебная эскадрилья
- Кумаси:
  - база поддержки

## Состав

### Техника и вооружение
| Изображение                                                   | Тип                   | Назначение                                  | В строю (на 2020) | На хранении или заказано | Примечания                                                                 |
| Штурмовые самолёты                                            |                       |                                             |                   |                          |                                                                            |
|                                                               | A-29B Super Tucano    | Лёгкий штурмовик                            | 4                 | 5 заказано               | 4 поставлены в сентябре 2020 года из 9 заказанных                          |
| Учебно-боевые и тренировочные самолёты                        |                       |                                             |                   |                          |                                                                            |
|                                                               | Hongdu K-8G Karakorum | Учебно-боевой самолёт                       | 4                 |                          | Заказаны 4 + тренажёр в июне 2006 года                                     |
|                                                               | L-39ZO                | Учебно-боевой самолёт                       | 2                 |                          | Не летают, используются для подготовки персонала и пилотов на земле        |
|                                                               | DA42 Twin Star        | Учебно-тренировочный многоцелевой самолёт   | 1                 |                          |                                                                            |
| Патрульные самолёты                                           |                       |                                             |                   |                          |                                                                            |
|                                                               | DA42 MPP Guardian     | Патрульный самолёт                          | 2                 |                          |                                                                            |
| Военно-транспортные, пассажирские и административные самолёты |                       |                                             |                   |                          |                                                                            |
|                                                               | CASA C-295M           | Военно-транспортный самолёт                 | 3                 |                          |                                                                            |
|                                                               | Harbin Y-12           | Лёгкий транспортный самолёт                 | —                 | 2 заказано               |                                                                            |
|                                                               | Falcon 900EX          | Административный самолёт (VIP)              | 1                 |                          |                                                                            |
| Вертолёты                                                     |                       |                                             |                   |                          |                                                                            |
|                                                               | Bell 412SP            | Многоцелевой вертолёт                       | 1                 |                          |                                                                            |
|                                                               | / Ми-8                | Многоцелевой вертолёт                       | 7                 | 6 заказано               | В строю 4 Ми-171Ш и 3 Ми-8 других модификаций, заказаны 6 Ми-17В-5         |
|                                                               | Z-9EH                 | Многоцелевой вертолёт                       | 4.                |                          | Лицензионная версия вертолёта Eurocopter AS 365 Dauphin                    |
|                                                               | AW109A AW109LUH       | Многоцелевой вертолёт Многоцелевой вертолёт | 1 1               |                          | Поставлены два вертолёта AW109 в модификациях A и LUH в сентябре 2020 года |
|                                                               | Ми-35                 | Ударно-транспортный вертолёт                | 1                 | 3 на хранении            |                                                                            |

### Техника, выведенная из эксплуатации
| Изображение | Тип                                   | Назначение                               | Количество | Годы службы | Примечания |
|             | HAL HT-2                              | Учебный самолет                          | 12         | 1959—1974   | |
|             | DHC-2 Beaver                          | Транспортный самолёт                     | 14         | 1960—1984   | |
|             | DHC-3 Otter                           | Транспортный самолёт                     | 12         | 1961—1973   | |
|             | DHC-1 Chipmunk                        | Самолёт первоначального обучения пилотов | 12         | 1961—1976   | |
|             | DH.114 Heron 2D                       | Пассажирский самолёт                     | 3          | 1961—1974   | |
|             | SRS.3                                 | Многоцелевой вертолёт                    | 6          | 1962—1976   | |
|             | DHC-4 Caribou                         | Транспортный самолёт                     | 8          | 1963—1975   | |
|             | H-19D                                 | Многоцелевой вертолёт                    | 7          | 1964—1977   | 1 вертолёт в разграбленном состоянии находится в Aburi Botanical Gardens                                                                                                 |
|             | HS-125-1B                             | Административный самолёт                 | 1          | 1965—1975   | |
|             | Wessex 53                             | Многоцелевой вертолёт                    | 2          | 1965–1976   | |
|             | Bell 212                              | Многоцелевой вертолёт                    | 2          | 1972—2005   | |
|             | SA.319B                               | Многоцелевой вертолёт                    | 6          | 1972—2014   | 2 на хранении |
|             | BN-2A Islander BN-2T Turbine Islander | Транспортный самолёт                     | 8          | 1973—1998   | 4 на хранении |
|             | 3M-400 Skyvan                         | Транспортный самолёт                     | 6          | 1974–1998   | 2 на хранении |
|             | F27-600                               | Грузопассажирский самолёт                | 1          | 1975—2000   | |
|             | F27-400M                              | Военный грузопассажирский самолёт        | 3          | 1975—2013   | 1 на хранении |
|             | F28-3000 Fellowship                   | Административный самолёт                 | 1          | 1978—2014   | |
|             | G-1159A Gulfstream III                | Административный самолёт                 | 1          | 1999–2006   | |
|             | MB-326KB MB-326F                      | Лёгкий штурмовик Двухместный штурмовик   | 9 9        | н.д.        | 3 MB-326KB на хранении, ещё два MB-326F находятся в музеях (б/н G706 установлен перед авиабазой в Акре, другой б/н G707 находится в музее вооруженных сил Ганы в Кумаси) |
|             | MB-339A                               | Учебно-боевой самолёт / лёгкий штурмовик | 4          | н.д.        | |
|             | Aero L-29 Delfin                      | Учебно-тренировочный самолёт             | 12         | н.д.        | 8 на хранении, 1 в боеспособном состоянии |
|             | Cessna 172 Skyhawk                    | Лёгкий самолёт общего назначения         | 3          | н.д.        | |
|             | Ми-2                                  | Многоцелевой вертолёт                    | 2          | н.д.        | 1 Ми-2 находится в музее вооруженных сил Ганы в Кумаси (регион Ашанти)                                                                                                   |
|             | Hughes TH-55 Osage                    | Лёгкий тренировочный вертолёт            |            | н.д.        | |
|             | Westland Scout                        | Многоцелевой вертолёт                    |            | н.д.        | |

## Знаки различия
| Погоны                | Air Chief Marshal | Air Marshal       | Air Vice Marshal  | Air Commodore | Group Captain | Wing Commander | Squadron Leader | Flight Lieutenant | Flying Officer    | Pilot Officer |
| Воинское звание англ. | Air Chief Marshal | Air Marshal       | Air Vice-Marshal  | Air Commodore | Group Captain | Wing Commander | Squadron Leader | Flight Lieutenant | Flying Officer    | Pilot Officer |
| Соответствие в ВС РФ  | Генерал армии     | Генерал-полковник | Генерал-лейтенант | Генерал-майор | Полковник     | Подполковник   | Майор           | Капитан           | Старший лейтенант | Лейтенант     |
| Код НАТО              | OF-9              | OF-8              | OF-7              | OF-6          | OF-5          | OF-4           | OF-3            | OF-2              | OF-1              | OF-1          |

| Нашивка               | Warrant Officer Class I | Warrant Officer Class II | Flight Sergeant | Sergeant  | Corporal        | —    | Aircraftsman        |              |
| Воинское звание англ. | Warrant Officer Class I | Warrant Officer Class II | Flight Sergeant | Sergeant  | Corporal        | —    | Leading Aircraftman | Aircraftsman |
| Соответствие в ВС РФ  | Прапорщик               | Старшина                 | Старший сержант | Сержант   | Младший сержант | —    | Ефрейтор            | Рядовой      |
| Код НАТО              | OR-9                    | OR-8                     | OR-7            | OR-6/OR-5 | OR-4            | OR-3 | OR-2                | OR-1         |

## Начальники штаба ВВС Ганы
- 07.1959—08.1960  К. Джасвант-Сих англ. K. Jaswant-Singh
- 09.1960—10.1960  Йен Гундри-Вайт англ. Ian Gundry-White
- 10.1960—03.1961  Джон Н. Х. Уитворт англ. John N. H. Whitworth
- 03.1961—07.1963 / Джон Эбенезер Самуэль де Графт-Хейфорд англ. John E. S. de Graft-Hayford
- 07.1963—03.1968  Майкл Оту англ. Michael Otu
- 03.1968—01.1971 Napoleon Ashley-Larsen
- 01.1971—12.1971 Charles Beausoliel
- 12.1971—01.1972 N. Y. R. Ashley-Larsen
- 12.1972—11.1976 Charles Beausoliel
- 11.1976—06.1979 George Yaw Boakye
- 06.1979—12.1979 F. W. K. Klutse
- 12.1979—05.1980 J. E. Odaate-Barnor
- 05.1980—01.1982 K. K. Pumpuni
- 01.1982—12.1982 E. A. A. Awuviri
- 12.1982—06.1988 J. E. A. Kotei
- 06.1988—06.1992 Harry Dumashie
- 06.1992—02.2001 John Asamoah Bruce
- 02.2001—01.2005 Edward Mantey
- 05.2005—02.2009 Julius Boateng
- 02.2009—01.2016 Michael Samson-Oje
- 01.2016—01.2019 Maxwell Nagai
- 01.2019—н. в. Marshal Frank Hanson